# Philippe Le Royer

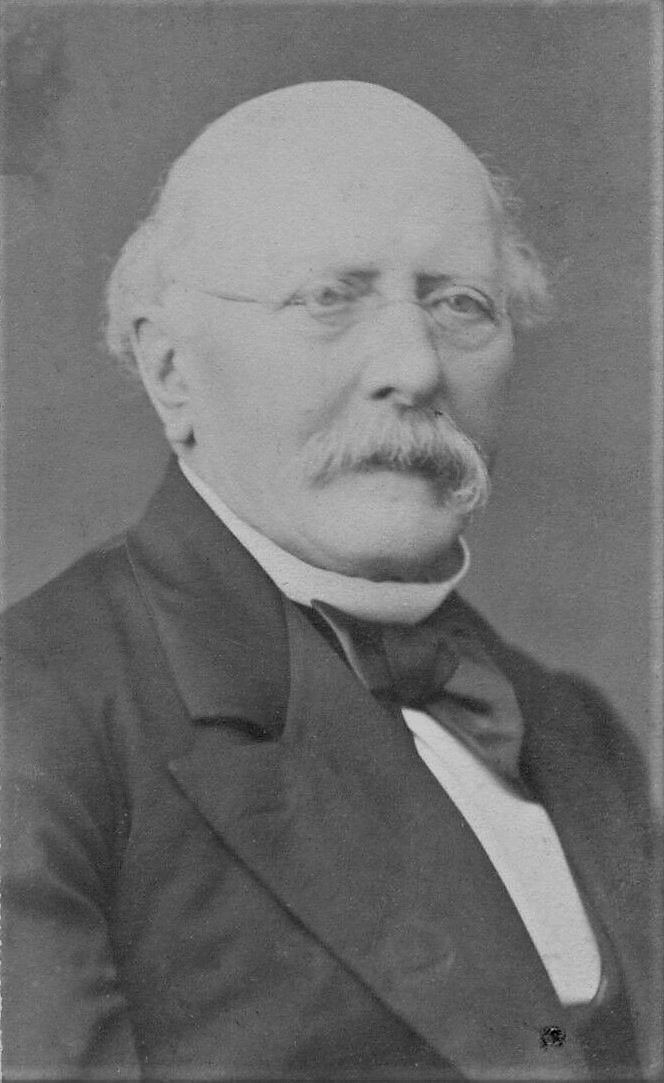
Philippe Le Royer

Philippe Le Royer (Genève, 27 juni 1826 - Parijs, 22 februari 1897) was een Frans politicus.

## Biografie
Philippe Le Royer stamde uit een Geneefs protestants burgergeslacht. De familie verwierf in 1616 het burgerschap van Genève en telde vele apothekers en wetenschappers onder zich. Philippe Le Royer verwierf de Franse nationaliteit en was van 1871 tot 1875 voor het departement Rhône lid van de Kamer van Afgevaardigden (Chambre des Députés). Van 1875 tot zijn overlijden in 1897 was hij senator voor het leven (sénateur inamovible). Van 2 februari 1882 tot 24 februari 1893 was hij voorzitter van de Senaat (Président du Sénat).
Philippe Le Royer was van 4 februari tot 28 december 1879 minister van Justitie in het kabinet-Waddington.
Philippe Le Royer overleed op 70-jarige leeftijd, op 22 februari 1897 in Parijs.